# Tangible User Interface

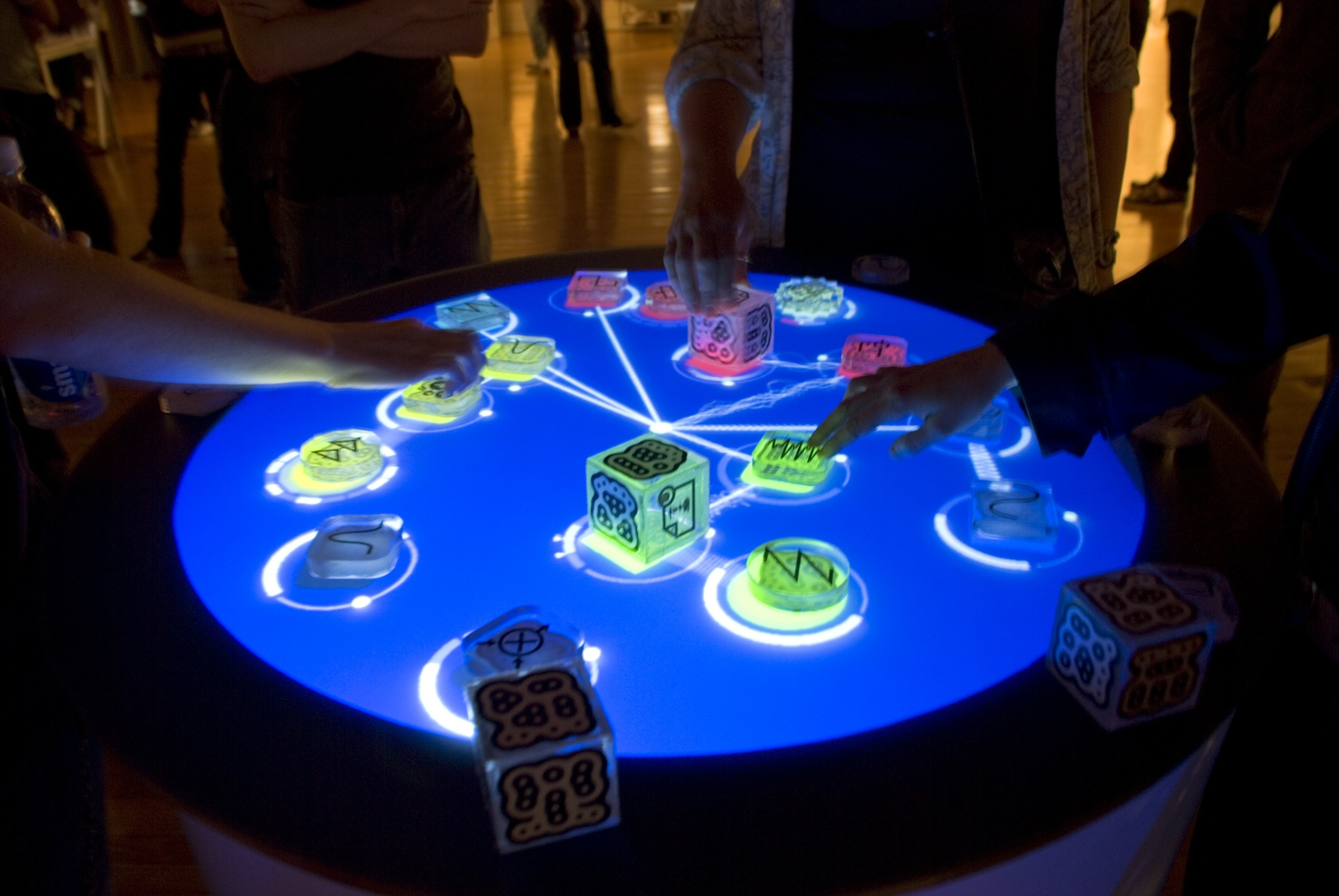
Der Reactable ist ein Musikinstrument mit Gegenständlicher Benutzerschnittstelle

Ein Tangible User Interface ist eine anfassbare Benutzerschnittstelle, die einem Computerbenutzer die Interaktion mit der Maschine durch physische Objekte erlaubt. Oftmals wird auch das Akronym TUI verwendet (engl. Tangible User Interface). Die Bezeichnung „Graspable User Interface“ wurde in einigen initialen Arbeiten verwendet, wurde aber später vollständig durch „Tangible User Interface“ verdrängt. Im deutschen Sprachraum werden auch die Begriffe „Gegenständliche Benutzerschnittstelle“ sowie „Begreifbare Interaktion“ synonym verwendet.

## Interaktionsmodel
Ein für die Tangible User Interfaces entwickeltes Interaktionsmodel Model-Control-Representation (Physical and digital) kurz MCRpd, ist eine Abwandlung des aus der Software-Entwicklung bekannten Model View Controller Modells. Ihm werden drei Schlüsselcharakteristika zugeordnet.

Darstellung der Interaktionen

1. Physische Objekte (physical representation) sind mit digitaler Information verbunden (model).
2. Physische Objekte enthalten und realisieren Mechanismen zur interaktiven Kontrolle (control).
3. Die physische Darstellung ist wahrnehmbar mit den aktuell vermittelten digitalen Informationen verbunden.

Für TUIs gilt eine weitere Schlüsselcharakteristik, welche nicht im oben beschriebenen Modell abgebildet wird.
1. Der Zustand des physischen Objekts verkörpert Schlüsselzustände des digitalen Systems.

## Merkmale
Folgende Aspekte sind dabei kennzeichnend für die Interaktion zwischen einer TUI und dem Benutzer bzw. dem an die TUI gekoppelten digitalen System:
1. „Tangible Manipulation“: physische Objekte werden von einem Menschen manipuliert, d. h. bewegt, gedreht, aufgehoben etc.
2. „Spatial Interaction“: physische Objekte existieren im realen Raum, d. h., sie unterliegen den Gesetzen der Umwelt und geschehen im dreidimensionalen Raum (auch wenn einige Projekte[3] TUIs zur Manipulation in einer Ebene einsetzen).
3. „Embodied Facilitation“: Die Interaktion mit der TUI hat ein Äquivalent in der digitalen Welt, ihre Konstellation und Gruppierung in der physischen Welt hat Einfluss auf ihre Funktionalität.
4. „Expressive Representation“: Material, Form und digitale Funktionalität definieren als Einheit die Interaktion mit der TUI.

Eine Computermaus stellt kein Tangible User Interface für eine spezifische Anwendung dar, da sie unabhängig von der Anwendungsdomäne abstrakte Eingaben verarbeitet.

## Entwicklung
Eines der frühesten und am meisten beachteten Beispiele für TUIs ist die Marble-Answering-Machine von Durrell Bishop (1992), auch wenn diese nur ein Objekt aus einer ganzen Reihe von miteinander in Verbindung stehenden Objekten (Ecology) darstellt. Dabei handelt es sich um einen Anrufbeantworter. Jeder Anruf wird mit einer Kugel (engl. marble) verknüpft, die aus dem Anrufbeantworter herausfällt. Wird diese an einer bestimmten Stelle abgelegt, so wird die Nachricht abgespielt oder der Anrufer zurückgerufen. Die Marble Answering Machine ziert, in Honorierung ihrer Bedeutung für den Forschungsbereich der TUIs, z. B. das Titelbild der Proceedings der ersten Konferenz der TEI-Serie.
Führende Pioniere auf diesem Gebiet sind Hiroshi Ishii und Brygg Ullmer vom Massachusetts Institute of Technology Media Lab.
Ishiis Vision für Tangible User Interface hat er in seinem Konferenzbeitrag Tangible Bits bereits 1997 festgehalten. Darin beschreibt er die Verknüpfung digitaler Informationen mit physischen Objekten, die die digitalen Informationen direkt wahrnehm- und manipulierbar machen.
Anwendungsfelder für TUIs sind unter anderem Stadtplanung (z. B. URP, siehe Beispiele für TUIs unten), industrielle Abläufe, aber auch in der Musik, im Spielbereich und beim Lernen. Eine bekannte TUI Anwendung ist der Reactable, ein elektronisches Musikinstrument mit einem intuitiven Tangible Interface, bei dem einfache Plastikobjekte einen modularen Synthesizer nachempfinden. Seit dem Jahr 2007 setzt die isländische Sängerin Björk einen Reactable auf ihren Konzerten ein.
Anfang 2012 stellten Ishii et al. die Idee der Radical Atoms vor. Dort beschreiben sie den, ihrer Meinung nach, nächsten Schritt in der Entwicklung der Tangible User Interfaces: weg von Tangible Bits hin zu verformbaren Materialien, die völlig neue Interaktionen ermöglichen.